# 藤波朱理
藤波朱理（日语：／ Fujinami Akari，2003年11月11日—），日本女子摔跤运动员。她曾代表日本参加挪威奥斯陆举行的2021年世界摔跤锦标赛，获得女子自由式53公斤级金牌。